# Cașubia
Cașubia (în cașubiană Kaszëbë / Kaszëbskô, în poloneză Kaszuby) este o regiune istorică și etnografică în Polonia, care face parte din regiunea mai mare – Pomerelia. 

## Localizare și geografie
Cașubia este situată la vest de Gdańsk (incluzând toate districtele, cu excepția celui mai estic) și gura râului Vistula, este locuită de membri ai grupului etnic cașubian. Regiunea găzduiește Ținutul Lacurilor Cașubiene. Este compusă din teritoriile județelor: Bytów, Chojnice, Człuchów, Kartuzy, Kościerzyna, Puck și Wejherowo. Municipiile Gdańsk, Gdynia și Sopot sunt și o parte a Cașubiei. Regiunea are o suprafață de aproximativ 6 200 km². Orașe principale din punct de vedere cultural sunt: Chojnice, Kartuzy, Kościerzyna, Puck și Wejherowo. Kościerzyna este și o capitală neoficială a Cașubiei.
Conform unui studiu din 1999 realizat de Jan Mordawksi din Gdansk, Geografia współczesnych Kaszub (Geografia Cașubiei), 43 de municipii (gminas) din Voievodatul Pomerania au o pondere cașubiană de cel puțin o treime din populația totală.

## Istorie
Mieszko I al Poloniei (n. c. 935 — d. 25 mai 992) din dinastia Piast a început să formeze statul polonez, dar fără pomerani și cașubieni. Cașubienii, care construiseră un stat relativ puternic, au fost menționați cu acest nume doar din secolul al XIII-lea (19 martie 1238) în documentul Papei Grigorie al IX-lea "Dux Slavorum et Cassubia" al prinților din Pomerania Occidentală.

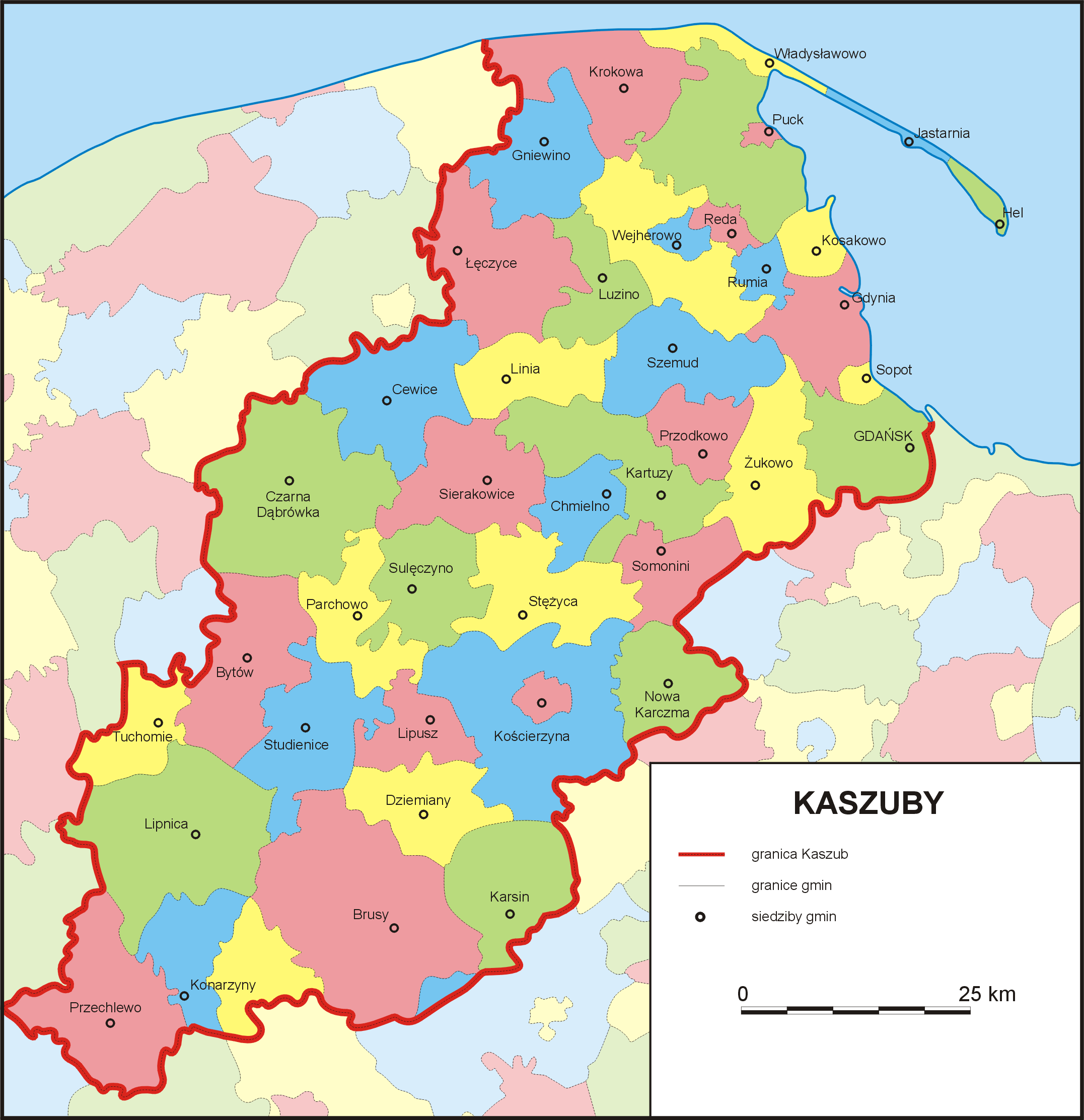
Harta Cașubiei, J. Mordawskiego

Când Ordinul Cavalerilor Teutoni s-a mutat în Prusia, aceștia au cucerit prusacii și au început să exploreze ținuturile vestice locuite de cașubieni și pomeranieni. Cruciații au ocupat pământurile și au început să germanizeze slavii. După Bătălia de la Grunwald (1410) și Tratatul de la Melno (1422) aceste meleaguri au fost incluse în Regatului Poloniei. După Prima împărțire a Poloniei (1772), o parte a Poloniei a fost alipită Regatului german al Prusiei. Cașubienii au fost germanizați timp de mai mult de un secol, însă după Primul Război Mondial, cea mai mare parte a Cașubiei a fost încorporată în nou-creată Republică Poloneză. Cu toate acestea, autoritățile poloneze au tratat populația locală cu suspiciune cu privire la naționalitatea lor. În timpul celui de-al doilea război mondial, cașubii au fost supuși politicii de exterminare a statului german. Mulți au fost uciși, unii deportați în lagărele de concentrare, iar alții au fost relocați. După al doilea război mondial, unii cașubieni s-au mutat în Occident pentru a scăpa de teroarea sovietică și comunistă. Restul au încercat să-și mențină originalitatea și naționalitatea în Polonia comunistă.
 

O altă suferință a fost impusă de Armata Roșie în 1945, deoarece soldații nu puteau distinge cașubienii de germani. Situația tristă a populației cașubiene supraviețuitoare a continuat în Polonia postbelică. Autoritățile au suspectat cașubii de sentimente pro-germane și le-au permis să organizeze doar activități de promovare și cultivarea artei populare. Revoltele poloneze din 1956 au dus și la înființarea Asociației Cașubo-Pomeraniene, însă activitățile asociației au fost tot mai restrânse pe măsură ce regimul comunist și-a întărit pozițiile. În ciuda atitudinii ostile a autorităților, cașubii și-au păstrat cultura și unicitatea etnică până la căderea comunismului în 1989. Din 1995 activitatea culturală cașubiană s-a intensificat, iar autoritățile regionale și locale au introdus plăcuțe bilingve cu nume de localități și străzi în așezările cu populație cașubiană. În 2005, limba cașubă a fost recunoscută ca limbă regională, iar în unele unități administrative este a doua limbă oficială. 